# Dominique Sauzade
Pas d'image ? Cliquez ici

a Compétitions nationales et continentales officielles uniquement.

Dominique Sauzade surnommé le Chi, né le 26 juillet 1956 à Clermont-Ferrand et mort le 17 décembre 2001 dans la même ville, est un joueur français de rugby à XV qui a joué avec l'AS Montferrand évoluant au poste de pilier.

## Carrière
- 1976 - 1991 : AS Montferrand

## Palmarès
- Vainqueur du challenge Yves du Manoir en 1986 (Montferrand 22-15 Grenoble)
- Finaliste du challenge Yves du Manoir en 1979 (Narbonne 9-7 Montferrand) et en 1985 (Nice 21-16 Montferrand)